# Revaz Mindorashvili
Revaz Mindorashvili est un lutteur géorgien né le 1er juillet 1976 à Gourdjaani (Union soviétique).

## Palmarès

### Jeux olympiques
- Médaille d'or en lutte libre dans la catégorie des moins de 84 kg en 2008 à Pékin

### Championnats du monde
- Médaille d'or en lutte libre dans la catégorie des moins de 84 kg en 2005 à Budapest
- Médaille d'argent en lutte libre dans la catégorie des moins de 84 kg en 2006 à Canton
- Médaille de bronze en lutte libre dans la catégorie des moins de 84 kg en 2003 à New York

### Championnats d'Europe
- Médaille d'or en lutte libre dans la catégorie des moins de 84 kg en 2003 à Riga
- Médaille d'argent en lutte libre dans la catégorie des moins de 84 kg en 2008 à Tampere
- Médaille d'argent en lutte libre dans la catégorie des moins de 84 kg en 2004 à Ankara
- Médaille de bronze en lutte libre dans la catégorie des moins de 84 kg en 2002 à Bakou